# Grawiura

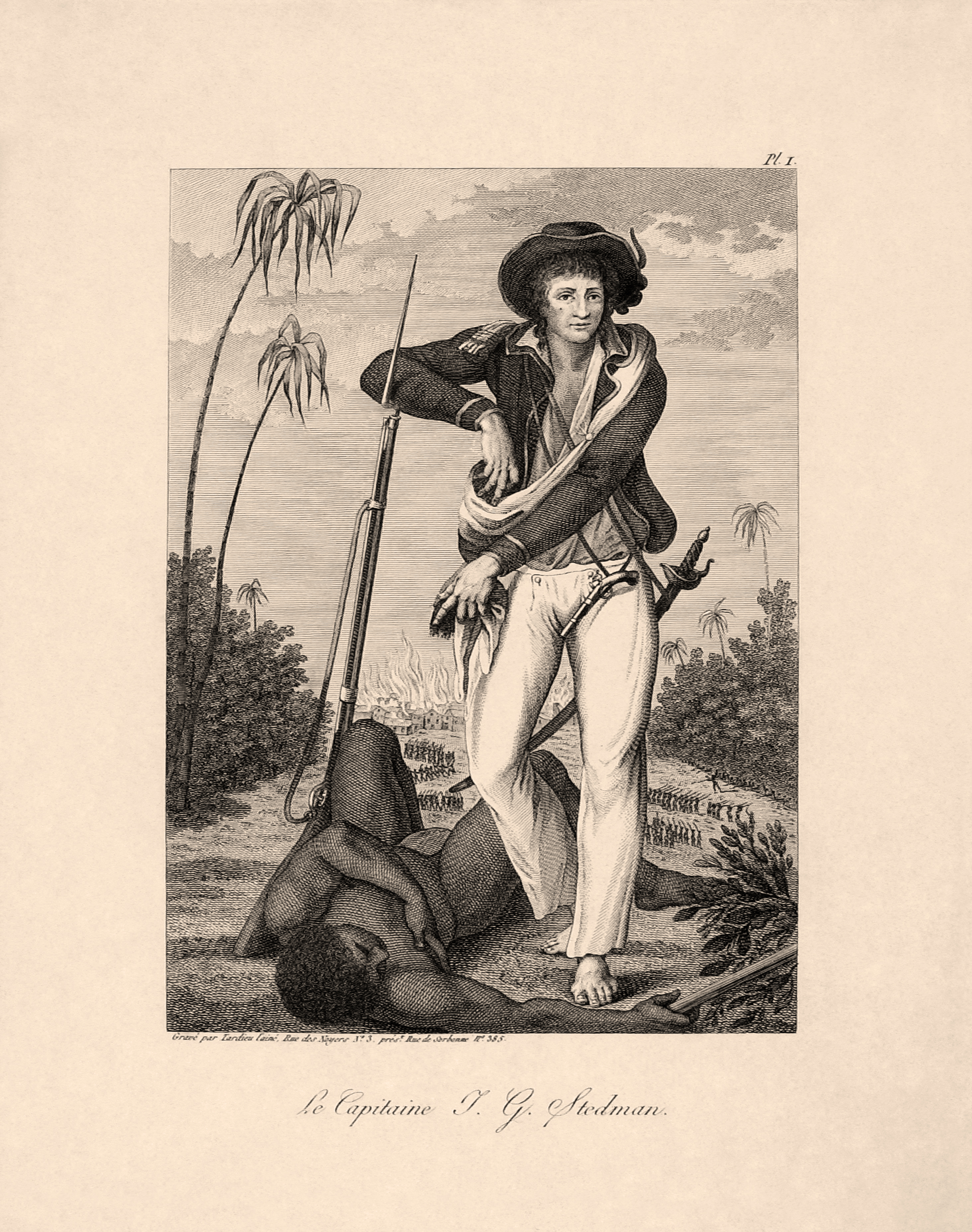
Francuska grawiura, ok. 1798

Grawiura (franc. gravure) – rycina odbita z płyty metalowej, wykonana techniką druku wklęsłego.
Określenie to stosowane jest głównie do odbitek technik wklęsłych litograficznych, takich jak np. kamienioryt czy kwasoryt. Najczęstszym błędem jest stosowanie tego terminu odnośnie do rycin wykonanych technikami druku wypukłego.
Grawiura była znana od XVI w. Obecnie termin ten wychodzi już z użycia.